# Ornebius infuscatus
Ornebius infuscatus är en insektsart som först beskrevs av Tokuichi Shiraki 1930.  Ornebius infuscatus ingår i släktet Ornebius och familjen Mogoplistidae. Inga underarter finns listade i Catalogue of Life.